# نیپون کمپو
نیپون کمپو (日本拳法) یک هنر رزمی ژاپنی است که با پوشیدن وسایل حفاظتی (صورت، بدن، شرم گاه و غیره) و دستکش تمرین می‌شود و امکان استفاده کامل از ضربات ایستاده، پرتابی و مبارزه ایستاده را فراهم می‌کند.
این ورزش در سال ۱۹۳۲. تأسیس شد و ایجاد شده توسط ساوایاما مونه اومی ساوایاما جودوکاری بود که زیر نظر کنوا مابونی، کاراته کاری که مدرسه کاراته شیتو ریو را تأسیس کرده، تعلیم دیده بود. مدارس و گروه‌های متعددی بر اساس انجمن نیپون کمپو که توسط ساوایاما راه‌اندازی شده بود، وجود دارد و هر کدام قوانین خاص خود را دارند.

## تاریخ

### پایه
خاستگاه نیپون کمپو و مفهوم آن توسط ساوایاما مونه اومی (نام واقعی ساوایاما کاتسو) به‌طور کامل در تحقیقات و/یا نوشته‌های ساوایاما مشخص نشده‌است. با این حال، منابع خارجی مختلفی وجود دارد که توسعه نیپون کمپو توسط ساوایاما را مشخص می‌کند.
ساوایاما در ابتدا به تکنیک‌های «آتمی» علاقه‌مند بود، و زمانی که در اوایل دوره شووا در دانشگاه کانسای دانشجو بود، در مورد سبک‌های قدیمی جوجوتسو تحقیق کرد (پیش از تأسیس جودو توسط کانو جیگورو)، اما نتایج آن مورد توجه قرار نگرفت.
بنابراین، ساوایاما مابونی کنوا (بنیانگذار شیتو-ریو) و دوستش میاگی چوجون (بنیانگذار گوجو-ریو) را که از اوکیناوا به اوساکا نقل مکان کرده بود و شروع به تدریس کاراته (کاراته امروزی) کرده بود، به دانشگاه کانسای در گروه مطالعاتی کاراته که در ۱۵ ژوئن ۱۹۳۰ تأسیس شده بود دعوت کرد.
بعداً، هنگامی که شاگرد ساوایاما، موری ریونوسوکه، از کونیشی یاسوهیرو، که رابطه نزدیکی با مابونی و میاگی داشت، در مورد استادان هنرهای رزمی مختلف پرسید، کونیشی پاسخ داده بود که ساوایاما زیر نظر مابونی تحصیل کرده‌است اما هیچ ارتباطی با میاگی ندارد.
برخلاف مابونی که به اوساکا نقل مکان کرده بود، ساوایاما زمان زیادی برای تعلیم زیر نظر میاگی نداشت که هنوز در اوکیناوا زندگی می‌کرد و فقط به‌طور موقت از کانسای بازدید می‌کرد. با این حال، در «نمای کلی کاراته دو» نوشته میاگی چوجون در سال ۱۹۳۴، نام «ساوایاما کاتسو» به عنوان «فرد درگیر در آموزش کاراته» که در خارج از استان اوکیناوا فعال است، مشخص شده‌است.
اگرچه او شروع به یادگیری کاراته کرد، اما بیشتر درس‌ها کاتا بود و ساوایاما که به بحث‌های آزاد علاقه داشت، به تدریج علاقه اش را به کاراته از دست داد؛ بنابراین، ساوایاما درس‌های کومیته را در محوطه زیارتگاه تارومی در سوئیتا، استان اوساکا آغاز کرد، جایی که می‌توانست آزادانه با شاگردان خود ملاقات کند. معبد تارومی زادگاه نیپون کمپو شد.
سپس در سال ۱۹۳۲، پس از فارغ‌التحصیلی از دانشکده حقوق دانشگاه کانسای، در پاییز همان سال، رسماً یک هنر رزمی متفاوت با کاراته را راه اندازی کرد و آن را «Dainippon Kempo» نامید.
با این حال، در آن زمان، مابونی نیز مکتب رزمی خود را با نامی مشابه به آن یعنی، "dai nipponkenpō Kansai sora shujutsu kenkyūkai" نامید و سپس آن را به شیتو-ریو تغییر نام داد. اینکه چقدر این مسئله اتفاقی یا عمدی بوده‌است مشخص نیست. در «نمای کلی کاراته دو» میاگی چوجون، ساوایاما هنوز به عنوان معلم و استاد کاراته و در حال تمرین با کاراته گی توصیف می‌شود. سپس، در سال ۱۹۳۴، ساوایاما شروع به تمرین با زره / تجهیزات حفاظتی کرد که امروزه مربوط به نیپون کمپو می‌شود.
ساوایاما انجمن نیپون کمپو را در دانشگاه کانسای در شهر سوئیتا برگزار کرد و از همان ابتدا این هنر در میان انجمن‌های ورزشی دانشگاه گسترش یافت. موری ریونوسکه، شاگرد او برای آموزش این هنر رزمی به منطقه کانتو فرستاده شده بود، اما پس از نقل مکان او به توکیو در حدود سال ۱۹۵۸ به‌طور موقت اخراج شد.
انجمن نیپون کمپو موری پس از تأسیس، فعالیت‌های آموزش آن را در منطقه کانتو را آغاز کرد. پس از آن، انجمن منشعب شد و یک فدراسیون متولد شد. در منطقه کانتو، اولین باشگاه نیپون کمپو در دانشگاهی در شرق ژاپن در دانشگاه ریشو تأسیس شد و از آن زمان به تدریج گسترش یافت.

### گسترش و نفوذ در ژاپن
از آنجایی که ساوایاما در زمان تأسیس نیپون کمپو با دانشجویان دانشگاه کانسای تحصیل کرد، او را «مردی قوی با مهارت‌های آکادمیک مناسب» می‌دانستند. پس از آن، دانشگاه کوکوشیکان و دانشگاه میجی شروع به فرستادن تمرین‌کنندگان به سمت منطقه کانسای کردند و تمرین‌کنندگانی که سابقه قابل توجهی در دبیرستان‌ها از خود به جای گذاشتند، اغلب به سمت دانشگاه‌های منطقه کانتو فرستاده شدند. دیگر نهادهای قدرتمند عبارتند از دانشگاه چوئو، دانشگاه ریوکیو، دانشگاه بازرگانی اوساکا، دانشگاه واسدا، دانشگاه کوانسی گاکوئین و دانشگاه ریتسومیکان. علاوه بر این، دانشگاه دوشیشا البته تمرین‌کنندگان مرد را نمی‌پذیرد، و همین‌طور در دانشگاه‌های آفریقایی به خوبی عمل می‌کند.
به دلیل در دسترس بودن بالای آن، انجمن کنپو نیز به برنامه آموزش نیروهای دفاع‌ازخود اضافه شد و موری ریونوسکه در کنار استادان کمپو، جودو و تومیکی-ریو آیکیدو در ساخت کتابچه راهنمای رزمی نیروهای دفاع‌ازخود شرکت کرد. . علاوه بر این، موری همچنین یک مدرس در آکادمی پلیس ملی ژاپن است و تأثیر زیادی در توسعه تکنیک‌های دستگیری پلیس داشته‌است. گروه‌های نیپون کمپو در دانشگاه‌های سراسر ژاپن وجود دارد و یکی از فعالیت‌های آن می‌تواند پایه ای برای فارغ‌التحصیلی باشد.
ماتسوناگا شونجی ۹ بار متوالی از سال ۱۹۶۲ تا ۱۹۷۰ قهرمان مسابقات قهرمانی انفرادی All Japan Kenpo شد و سپس در سال ۱۹۷۵ قهرمان شد و رکورد بردهای متوالی و بیشترین تعداد برد در تاریخ را در اختیار داشت. علاوه بر این، زاکو تتسو در مجموع ۴۹ بار برنده شده‌است و همچنین آموزش در خارج از ژاپن ارائه کرده‌است که به گسترش نیپون کمپو در خارج از ژاپن کمک کرده‌است.

## نیپون کمپو در خارج از ژاپن
در سال ۱۹۶۰ نیپون کمپو توسط یکی از شاگردان ساوایاما، گوکی کینویا به ایالات متحده معرفی شد، زمانی که برای تحصیل به کالیفرنیا آمد. او فدراسیون نیپون کنپو آمریکا را راه اندازی کرد.
این سبک در سال ۱۹۷۱ توسط شیهان سونانوری ساکاکورا کویکه و شیهان سایتو توشینوری به مکزیک آورده شد.
در سال ۱۹۷۷، نیپون کمپو یک سال پس از تأسیس در ژاپن توسط لوتر دی گیل به انگلستان معرفی شد.
نیپون کمپو به ایتالیا، اوکراین و بسیاری از کشورهای اروپایی دیگر نیز معرفی شد.

### نیپون کمپو در فرانسه
در جریان مسابقاتی که در ۲۰ می ۱۹۸۴ توسط باشگاه جودوی سنت دیه سازماندهی شد، آرماند سانتامبروجیو نیپون کمپو را در فرانسه معرفی کرد. علی زبیری (مربی جودو) به این هنر رزمی علاقه‌مند شد و مدرسه نیپون کمپو را در باشگاه جودوی سنت دیه افتتاح کرد. او برای چندین سال به همراه شاگردانش در فرانسه و خارج از آن، در مسابقات و دوره‌های مختلف به تمرین کمپو ژاپنی پرداخت. در حال حاضر، باتجربه‌ترین کمپوکای فرانسوی، نیپون کمپوی خود را در باشگاه‌ها باز کرده‌اند.
استادان جدید به این رشته علاقه‌مند شدند و بخش‌های دیگری را در ووژ ایجاد کردند و این گونه بود که نیپون کمپو در شرق بزرگ فرانسه و سپس در مناطق دیگر قلمرو به پیشرفت خود ادامه داد.
در ۲۶ مارس ۲۰۱۶، باشگاه نیپون کمپو نانسی اولین نمایش فرانسوی نیپون کمپو را در جشنواره هنرهای Martiaux de Karate-Bushido (جشنواره هنرهای رزمی کاراته-بوشیدو) در عرصه‌های برسی، پاریس ارائه کرد.
در سپتامبر ۲۰۱۸، علی زبیری دان هفتم را در نیپون کمپو توسط فدراسیون نیپون کمپو در سراسر ژاپن دریافت کرد، که علی زبیری را به بالاترین رتبه تمرین‌کننده نیپون کمپو در خارج از ژاپن تبدیل کرد.